# Estradiol
Estradiol (E2), cũng có thể được đánh vần là oestradiol, là một hormone steroid estrogen và là hormone sinh dục nữ chính. Estradiol liên quan đến việc điều hòa chu kỳ sinh sản nữ và kinh nguyệt. Estradiol cũng chịu trách nhiệm cho sự phát triển của các đặc điểm sinh dục thứ cấp phụ nữ như ngực, mở rộng hông, và hình thái phân bố mỡ ở phụ nữ và quan trọng trong việc phát triển và duy trì các mô sinh sản nữ như tuyến vú, tử cung, và âm đạo ở tuổi dậy thì, trưởng thành và khi mang thai. Nó cũng có tác dụng quan trọng trong nhiều mô khác bao gồm xương, mỡ, da, gan và não. Mặc dù nồng độ estradiol ở nam giới thấp hơn nhiều so với những người ở nữ giới, estradiol cũng có vai trò quan trọng ở nam giới. Ngoài con người và động vật có vú khác, estradiol cũng được tìm thấy ở hầu hết các loài động vật có xương sống và động vật giáp xác, côn trùng, cá và các loài động vật khác.
Estradiol được sản xuất đặc biệt trong các nang của buồng trứng, nhưng cũng có trong các mô khác bao gồm tinh hoàn, tuyến thượng thận, mỡ, gan, vú và não. Estradiol được sản xuất trong cơ thể từ cholesterol thông qua một loạt các phản ứng và các chất trung gian. Con đường chính liên quan đến sự hình thành androstenedione, sau đó được chuyển hóa bởi enzyme aromatase thành estrone và sau đó được chuyển thành estradiol. Ngoài ra, androstenedione có thể được tạo thành hợp chất thơm là testosterone, sau đó có thể được chuyển đổi thành estradiol. Khi mãn kinh ở phụ nữ, sản xuất estrogen bởi buồng trứng dừng lại và nồng độ estradiol giảm xuống mức rất thấp.
Ngoài vai trò của nó như là một hormone tự nhiên, estradiol có thể được sử dụng như một loại thuốc, ví dụ như trong liệu pháp hormone mãn kinh; để biết thông tin về estradiol với vai trò là một loại thuốc, hãy xem bài viết về Estradiol (thuốc).